# حسي الجربي
حسي الجربي، بلدة تونسية تقع شمال معتمدية جرجيس من ولاية مدنين.